# Fågelfors landskommun
Fågelfors landskommun var en tidigare kommun i Kalmar län.

## Administrativ historik
Landskommunen utbröts ur Högsby kommun 1889 och bildade då Fågelfors socken i Handbörds härad i Småland.
Vid den landsomfattande kommunreformen 1952 uppgick denna landskommun i Högsby landskommun som 1971 ombildades till Högsby kommun.

## Politik

### Mandatfördelning i Fågelfors landskommun 1938-1946
| 6 | 4 | 2 | 4 |

| 16 |

| 7 | 5 | 1 | 3 |

| 16 |

| 2 | 6 | 4 | 1 | 3 |

| 16 |